# Монастырь Святого Георгия Хозевита
Монастырь Святого Георгия Хозевита (араб. دير القديس جورج‎), также монастырь Хозева (Хозиба, Козиба) — мужской монастырь Иерусалимской православной церкви, расположенный в ущелье Вади-эль-Кильт в 5 км на юго-запад от Иерихона, в зоне C Западного берега реки Иордан, на территории под полным контролем Израиля. Арабское название — Mar Jaras. Нависающий над утёсом комплекс, возникший из лавры, основанной в 420-х годах и преобразованной в монастырь около 500 года, имеет древнюю часовню и орошаемые сады, населён греческими православными монахами. До него можно добраться по пешеходному мосту через Вади-эль-Кильт, который многие считают «долиной смертной тени» из Псалма 22. Долина проходит параллельно древнеримской дороге в Иерихон, служа декорацией для притчи о добром самарянине (Лк. 10:29—37). Монастырь открыт для паломников и посетителей.
Основанный в византийский период, монастырь был разрушен персами в 614 году, отстроен в XII веке во время периода крестоносцев, заброшен после их поражения и вновь восстановлен греческими монахами, начиная с конца XIX века. Это место связано с жизнью пророка Илии и родителей Девы Марии, а также содержит мощи трёх православных святых, что делает его местом интенсивного паломничества.

## Посещение
Добраться до монастыря можно по шоссе № 1 между Мёртвым морем и Иерусалимом, свернув на Мицпе-Йерихо и следуя указателям на монастырь. Существует 3-часовой пеший маршрут через вади и другие маршруты выше и вдоль вади, или, в качестве альтернативы, стоянка около вади от монастыря с прилегающей смотровой площадкой. От стоянки к монастырю довольно короткий путь, около 1 км, но с очень крутым спуском. Время от времени бывает очень жарко, и поход в жару для некоторых людей может быть трудным. Местные жители — бедуины за договорную плату предлагают на ослах доставить посетителей в монастырь или обратно на стоянку.
В монастыре строгий дресс-код: мужчинам нельзя быть одетым в шорты; женщина должна быть закрытой блузе с длинными рукавами и в длинной юбке или брюках.

## История

### Византийский период
Монашеская жизнь на месте будущего монастыря Хозевита началась около 420 года н. э. в качестве лавры с несколькими монахами, которые стремились получить опыт пророков в пустыне и поселились около пещеры, где, как они верили, Илию кормили вороны (1Цар. 17:5, 6}). Отшельники, живущие в пещерах близлежащих скал, собирались в монастыре для еженедельной мессы и общей трапезы.
Между 480 и 520/530 годами лавра была преобразована в монастырь Иоанном Фиванским, также известным как святой Иоанн Хозевит, приехавшим в Сирию Палестинскую из Египта. В своё время он был посвящён Богородице.
Монастырь стал важным духовным центром в VI—VII веках при святом Георгии Хозевите (умер около 620 года). Позже монастырь получил новое имя в его честь.
В это время в монастыре находилась небольшая оригинальная часовня, посвященная святому Стефану, и церковь Девы Марии.
Разрушенный в 614 году персами, монастырь был в какой-то мере заброшен после того, как персы ворвались в долину и убили четырнадцать монахов, которые там жили.

### Ранний мусульманский период
В писаниях конца VIII века монастырь начинает ассоциироваться с родителями Святой Марии, святыми Иоакимом и Анной. Монах того периода упоминает «дом Иоакима».

### Период крестоносцев
После разрушения монастыря персами в 614 году он был восстановлен во времена крестоносцев. Мануил I Комнин выполнил определённую реставрацию в 1179 году, а, согласно надписи, Фридрих II выполнил дальнейшую реставрацию в 1234 году. После того, как крестоносцы потерпели поражение и были вытеснены из региона, монастырь снова был заброшен.

### Современный период
Монастырь был восстановлен в 1878 году и с тех пор находился под опекой следующих монахов или настоятелей:
- Отец Каллиник (1830—1909)
- Отец Амфилохий (1913—1986)
- Отец Антоний Иосифидис (ум. в 1993 г.)
- Отец Герман (Георгиос Цибоуктзакис; ум. в 2001 г.)
- Архимандрит Константин (нынешний настоятель, по состоянию на 2024 год).

В 1878 году здесь поселился греческий монах Каллиник и восстановил монастырь, завершив его в 1901 году при содействии Иерусалимского Патриархата.

#### Святой Иоанн Румын
Румынский монах-священник отец Иоанн, урождённый Илия Якоб (род. 1913 г.), покинул румынский скит на реке Иордан, игуменом которого он был с 1947 года, и в 1952 году переехал в монастырь Святого Георгия вместе со своим учеником Иоанникием Пырыялом. Следующим летом они вместе удалились в близлежащую пещеру Святой Анны, которую отец Иоанн больше не покидал. Поражённый болезнью, он умер через семь лет, в 1960 году. В 1992 году он был причислен к лику святых Румынской православной церковью, а в 2016 году официально признан таковым Греко-православным патриархатом Иерусалима. Его имя было добавлено к официальному названию монастыря, а его мощи были установлены в главной церкви монастыря, рядом с мощами святых Иоанна и Георгия Хозевитов. Он известен как преподобный Иоанн Румын, Новый Хозевит.

#### Отец Германос (Цибуктзакис)
Отец Герман приехал в монастырь Святого Георгия в 1993 году и жил там до тех пор, пока не был убит арабскими террористами в 2001 году во время второй интифады. В течение многих лет он был единственным обитателем монастыря, настоятелем которого он был назначен в 2000 году. Подражая монахам Вади-эль-Кильта поздней античности, отец Герман оказывал гостеприимство посетителям, улучшил каменную тропу, по которой паломники поднимались в монастырь, отремонтировал акведуки и благоустроил сады с тенистыми оливковыми деревьями.

## Религиозные традиции и реликвии
Согласно преданию, в пещере, ныне находящейся на территории монастыря, в IX в. до н. э. скрывался пророком Илия (3Цар. 17:2). Позже там со слезами молился святой Иоаким, чья жена Анна была бесплодна. В этом месте ангел возвестил ему о зачатии Девы Марии.
В главной церкви монастыря находятся мощи трёх святых: преподобных Иоанна Хозевита, Георгия Хозевита и Иоанна Румына.
Кости и черепа монахов-мучеников, убитых персами в 614 году, хранятся в часовне за монастырскими стенами.